# Kreis Brașov

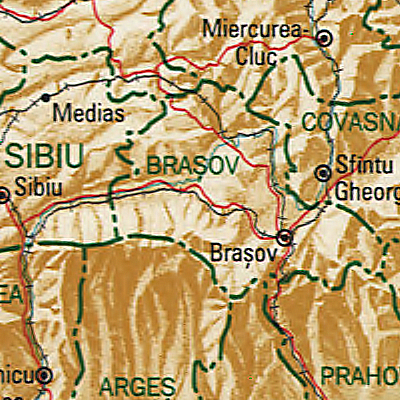
Karte des Kreises Brașov

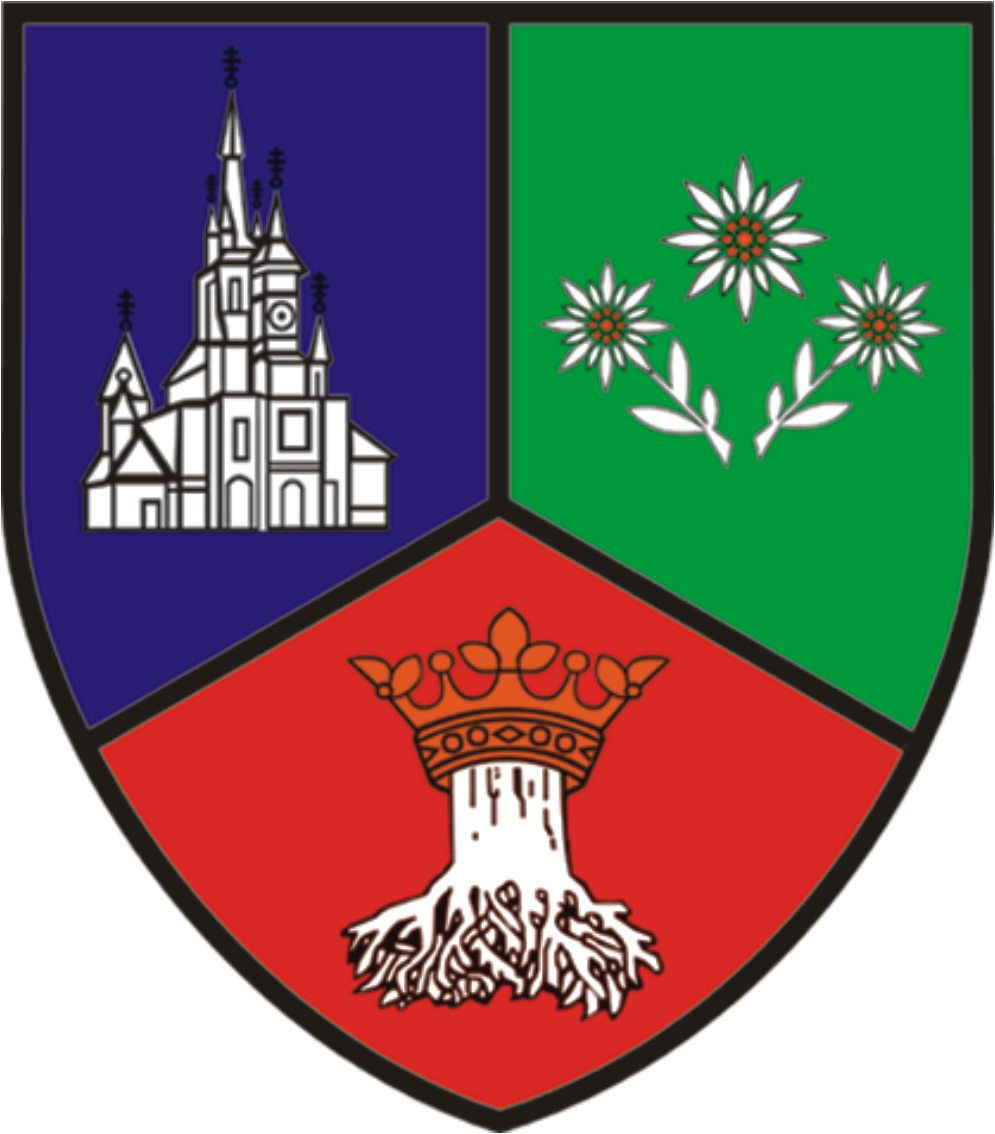
Wappen bis 2019

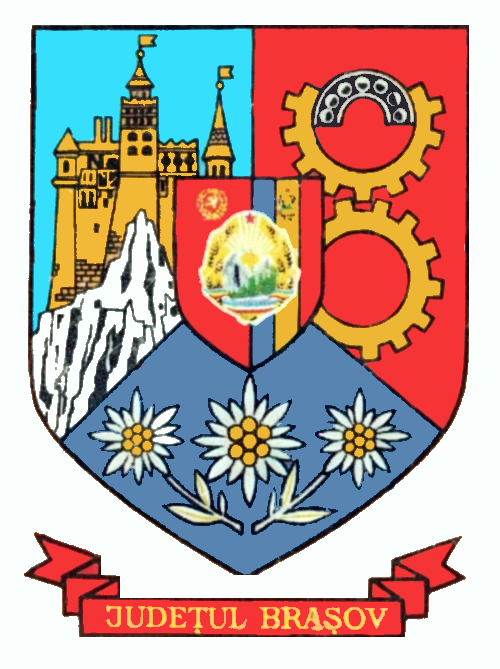
Wappen des Kreises Brașov, zur Zeit des Realsozialismus

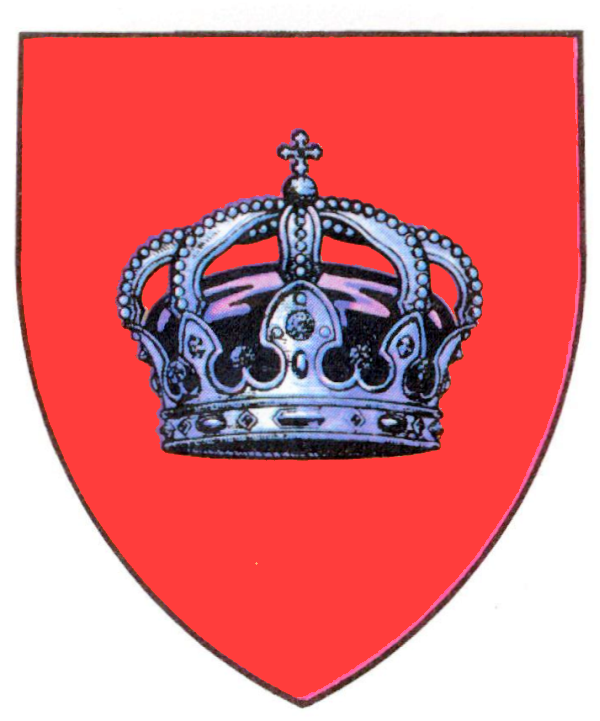
Wappen des Kreises Brașov, in der Zwischenkriegszeit

Brașov ([braˈʃov]; Ausspracheⓘ) ist ein rumänischer Kreis (Județ) in der Region Siebenbürgen mit der Kreishauptstadt Brașov (deutsch Kronstadt, siebenbürgisch-sächsisch Kruunen, ungarisch Brassó). Seine gängige Abkürzung und das Kfz-Kennzeichen sind BV.
Der Kreis Brașov grenzt im Norden an die Kreise Mureș und Harghita, im Osten an den Kreis Covasna, im Süden an die Kreise Prahova, Dâmbovița und Argeș sowie im Westen an den Kreis Sibiu.

## Bevölkerung
Die Einwohnerzahl einiger Ethnien im Kreis Brașov entwickelte sich ab 1930 wie folgt:
| Jahr | Einwohner | Rumänen | Magyaren | Deutsche | Roma   | Lipowaner | Slowaken | Juden |
| ---- | --------- | ------- | -------- | -------- | ------ | --------- | -------- | ----- |
| 1930 | 265.414   | 148.062 | 57.054   | 50.585   | 4.803  | 444       | 351      | 3.003 |
| 1956 | 373.941   | 267.683 | 57.064   | 39.546   | 6.313  | 195       | 86       | 1.996 |
| 1966 | 442.692   | 331.007 | 65.326   | 40.857   | 3.405  | 251       | 24       | 162   |
| 1977 | 582.863   | 457.570 | 72.956   | 38.623   | 12.033 | 273       | 36       | 502   |
| 1992 | 643.261   | 553.101 | 63.558   | 10.059   | 15.612 | 187       | 21       | 162   |
| 2002 | 589.028   | 514.161 | 50.956   | 4.418    | 18.313 | 142       | 7        | 138   |
| 2011 | 549.217   | 453.325 | 39.661   | 2.923    | 18.519 | 90        | 11       | 77    |
| 2021 | 546.615   | 416.664 | 28.221   | 1.853    | 23.472 | 105       | 12       | 81    |

## Geografie

### Gewässer
Hauptfluss ist der Olt (Alt), welcher den Kreis Brașov auf einer Länge von 210 Kilometern durchquert. Seine Nebenflüsse sind Baraolt, Vârghiș, Aita, Homorodul Vechi, Valea Mare, Râul Negru, Timiș, Bârsa, Ghimbășel, Șinca, Sâmbăta, Vulcănița, Sebeș, Berivoiul, Breaza, Viștea und Rodbav.

### Klima
Das Klima ist kontinental kühl und nass in den Berggebieten mit relativ geringen Niederschlägen und etwas höheren Temperaturen in den unteren Lagen.
Die niedrigste Temperatur in Rumänien wurde am 25. Januar 1942 in der Gemeinde Bod (Brenndorf) mit −38,5 °C registriert. Die Winde erreichen in den Gipfeln der Berge häufig bis zu 25–30 m/s. Die vorherrschende Windrichtung ist West.

### Landschaften
Der Kreis Brașov hat eine Gesamtfläche von 5363 km², dies entspricht 2,2 % der Fläche Rumäniens. Seine Heidelandschaft ist hügelig und steigt von Norden nach Süden in der Meereshöhe an. In der Mitte dominieren Tallandschaften, getrennt durch das Perșani-Gebirge (Geisterwald). Im Nordwesten liegt ein Teil des Harbach-Hochlandes. Im Süden erheben sich das Fogarascher Gebirge, das Bucegi-Gebirge (Butschetsch-Gebirge), das Piatra-Craiului-Gebirge (Königstein), das Postăvarul-Gebirge (Schuler), das Piatra-Mare-Gebirge (Hohenstein) und das Ciucaș-Gebirge (Krähenstein).
Auf dem Gipfel Omul im Bucegi-Gebirge (Munții Bucegi) werden die niedrigsten jährlichen Temperaturen von durchschnittlich −2,6 °C gemessen; der höchste jährliche Niederschlag im Kreis ist durchschnittlich 1346 mm und die durchschnittliche jährliche Temperatur des Kreises Brasov ist 8 °C.

## Städte und Gemeinden

### Status der Ortschaften
Der Kreis Brașov besteht offiziell aus 166 Ortschaften. Davon haben zehn den Status einer Stadt und 48 den einer Gemeinde. Die übrigen sind administrativ den Städten und Gemeinden zugeordnet.

### Größte Orte im Kreis Brașov
| Stadt/Gemeinde                                   | Einwohner |
| ------------------------------------------------ | --------- |
| Brașov (dt. Kronstadt, ung. Brassó)              | 237.589   |
| Săcele (dt. Siebendörfer, ung. Szecseleváros)    | 030.920   |
| Făgăraș (dt. Fogarasch, ung. Fogaras)            | 026.284   |
| Zărnești (dt. Zernescht, ung. Zernest)           | 021.624   |
| Codlea (dt. Zeiden, ung. Feketehalom)            | 020.534   |
| Râșnov (dt. Rosenau, ung. Barcarozsnyó)          | 015.920   |
| Tărlungeni (dt. / ung. Tatrang)                  | 012.067   |
| Sânpetru (dt. Petersberg, ung. Barcaszentpéter)  | 011.794   |
| Prejmer (dt. Tartlau, ung. Prazsmar)             | 008.647   |
| Ghimbav (dt. Weidenbach, ung. Vidombák)          | 007.208   |
| Hărman (dt. Honigberg, ung. Hermány)             | 007.154   |
| Victoria (dt. Viktoriastadt, ung. Győzelemváros) | 006.446   |
| Feldioara (dt. Marienburg, ung. Földvár)         | 006.311   |
| Cristian (dt. Neustadt, ung. Keresztényfalva)    | 006.292   |
| Rupea (dt. Reps, ung. Köhalom)                   | 004.907   |
| Hoghiz (dt. Warmwasser, ung. Olthévíz)           | 004.896   |
| Bran (dt. Törzburg, ung. Törcsvár)               | 004.866   |
| Vulcan (dt. Wolkendorf, ung. Szászvolkány)       | 004.823   |
| Moieciu (dt. Moesch, ung. Alsómoécs)             | 004.556   |
| (Stand: 1. Dezember 2021)                        |           |